# Alepocephalus rostratus
La testa nuda (Alepocephalus rostratus, Risso 1820) è un pesce abissale della famiglia Alepocephalidae.

## Distribuzione e habitat
È presente nel mar Mediterraneo e nell'Oceano Atlantico orientale dal golfo di Guascogna alle isole del Capo Verde. Nei mari italiani sembra essere comune tranne in Adriatico, dove è assente.

Vive ad altissime profondità, dai 500 ad oltre 3500 m. Nel Mediterraneo è stato catturato fino a 2250 m.

## Descrizione
Il corpo è fusiforme, gli occhi molto grandi, il muso breve con bocca terminale dotata di piccoli denti caduchi. Le pinne dorsale ed anale sono molto arretrate e simmetriche; la pinna caudale è boloba a lobi appuntiti. Le pinne ventrali sono piccole ed arretrate; le pinne pettorali sono piccole.

Il colore del corpo è bruno violaceo con testa e pinne molto scure.

Le dimensioni forse possono superare i 50 cm.

## Biologia
Scarsamente nota. Fa vita pelagica e si ciba di crostacei, tunicati pelagici e sifonofori.